# Hales
Hales o Halesus (en grec antic Ἅλυς, gen. Ἅλεντος) va ser un riu de Jònia, a l'Àsia Menor, que baixava des del puig Cercafos (Cercaphus) i desaiguava, després d'u trajecte curt, a la mar Egea prop de Colofó, segons Plini el Vell i Titus Livi.
Pausànias i Joan Tzetzes diuen que les seves aigües eren les més fredes d'Àsia Menor. Podria ser el Havagichay o el Tartalu.